# 금지곡
금지곡(禁止曲)이란 사회적 통념에 맞지 않다는 노래들을 전면 금지하는 방침이다.

## 자본주의 국가

### 대한민국
'여순사건'을 내용으로 다루었고, 당대 정상의 가수 남인수가 부른 '여수야화'(麗水夜話·김초향 작사, 이봉룡 작곡)는 1949년 9월 1일자로 대한민국 1호 금지곡이다. 2017년 2월 6일 KBS 1TV 가요무대에서 방송되기도 하였다. 이렇듯 과거 정치권력이 사회적 통념에 맞지 않는 이유로 대중가요를 모두 금지곡으로 지정하였다.
1970년대 박정희 정권은 사상을 통제하기 위해 금지곡을 지정한다. 송창식의 '왜 불러'는 반말했다는 이유로 금지곡이, 이장희의 '그건 너'는 남에게 책임을 전가했다고 금지곡이, 이금희의 '키다리 미스터 킴'은 단신인 대통령의 심기를 건드린다고 금지곡이 됐다.
이밖에 한대수의 '물 좀 주소'는 물 고문이 연상된다고, 배호의 '0시의 이별'은 야간 통행 금지 위반으로 금지곡이 됐다.
2011년경부터는 가사에 술·담배나 욕설이 들어간 노래는 거의 금지곡으로 지정되었는데, 이의가 지속적으로 제기되자, 현재는 욕설이나 선정적 표현이 들어간 노래 위주로 금지곡 지정이 이루어지고 있으며, 술이나 담배 등은 권유하는 경우에만 금지곡으로 지정하고 있다.

### 일본
일본의 경우, 주로 독도는 우리 땅에 대한 노래를 금지곡으로 잠시 지정되었으나, 일본 교과서 파동에 대한 논쟁이 있었던 경우가 있었으며 일본 방송내에서의 금지곡을 한시적으로 지정된 적이 있다. 다만, 독도에 대한 영유권 논쟁을 놓고 한일 관계의 갈등 조장이 우려되는 요소가 있어, 이는 일본 국내법에도 어긋나는 흐름도 있다.

## 중국과 대만
- 중화인민공화국에서는 중화민국에게 대해서 국가를 인정 못하고 있기 때문에 삼민주의가를 금지곡으로 지정하였다.

- 중화민국에서는 마찬기지로 의용군 행진곡를 금지곡으로 지정했다.

## 조선민주주의인민공화국 (북한)
북한에서는 남한 노래를 비롯하여, 미국과 서방 국가들의 노래들을 일절 금지곡으로 지정하였다. 종교는 인민의 아편이라는 마르크스 철학에 의해 흔히 공산권 국가가 그러하듯 특히 서구 주류 종교인 기독교 신자들은 모두 정치범수용소로 끌려가는 등 기독교 신앙을 불법으로 지정한 탓에 크리스마스 캐럴도 모두 금지곡이다.

## 사우디아라비아
사우디아라비아에서는 이슬람교가 국교이고 기독교 신앙이 불법이라는 점 때문에 크리스마스 캐럴이 모두 금지곡이다.

## 종교적 금지곡

### 여호와의 증인
여호와의 증인 교단에서는 생일을 축하하지 말라는 교리에 따라 생일 축하합니다를 종교적 금지곡으로 지정했고, 크리스마스를 지키지 말라는 교리에 따라 크리스마스 캐럴을 모두 금지곡으로 지정하였다.

### 청교도
과거 영국에서는 청교도 정신에 따라 크리스마스가 가톨릭스럽다는 이유로 크리스마스 캐럴을 모두 종교적 금지곡으로 지정했다가 크롬웰 정권이 무너지고 나서 해제됐다.

## 같이 보기
- 인터넷 검열